# سفرهای گالیور
سفرهای گالیوِر (به انگلیسی: Gulliver's Travels)، (منتشرشده در ۱۷۲۶ و تجدیدنظر شده به سال ۱۷۳۵) با عنوان کاملِ سفرهایی به برخی ممالک دورافتادهٔ جهان در چهار بخش، نوشتهٔ لموئل گالیور، نخست در نقش پزشک کشتی و سپس به‌عنوان ناخدا داستانی تخیلی نوشتهٔ جاناتان سوییفت به زبان انگلیسی است. این کتاب یکی از آثار ماندگار و کلاسیک ادبیات انگلیسی و همچنین اثری هزل بر طبیعت انسان و هجو داستان‌های ماجراجویانهٔ آن روزگار است.
کتاب از زمان نخستین چاپ آن بسیار محبوب شد (جان گِی در نامه‌ای که در ۱۷۲۶ به سوییفت نوشته‌است می‌گوید: «[کتاب] همه جا خوانده می‌شود؛ از جلسات کابینه بگیر تا مهدکودک‌ها») و همچنان هم به صورت‌های مختلف چاپ می‌شود.
همچنین اقتباس‌های فراوانی از روی آن به‌صورت کمیک استریپ، انیمیشن، فیلم، مجموعهٔ تلویزیونی و امثال آن شده‌است.

## داستان
داستان که در چهار بخش نوشته شده‌است، به‌صورت سفرنامهٔ دریانوردی به نام ناخدا لموئل گالیور و از زبان خود وی بیان می‌شود. نسخه‌های مختلف، تفاوت‌های چندی با هم دارند اما همهٔ نسخه‌ها در مواردی مشترک هستند که بنیان نسخه‌های امروزیِ اثر هستند. کتاب به‌شیوهٔ کتاب‌های آن روزگار با شرح مختصری از زندگی شخصیت و معرفی او آغاز می‌شود و با شرح سفرهای او ادامه می‌یابد.

### سفر به لی‌لی‌پوت

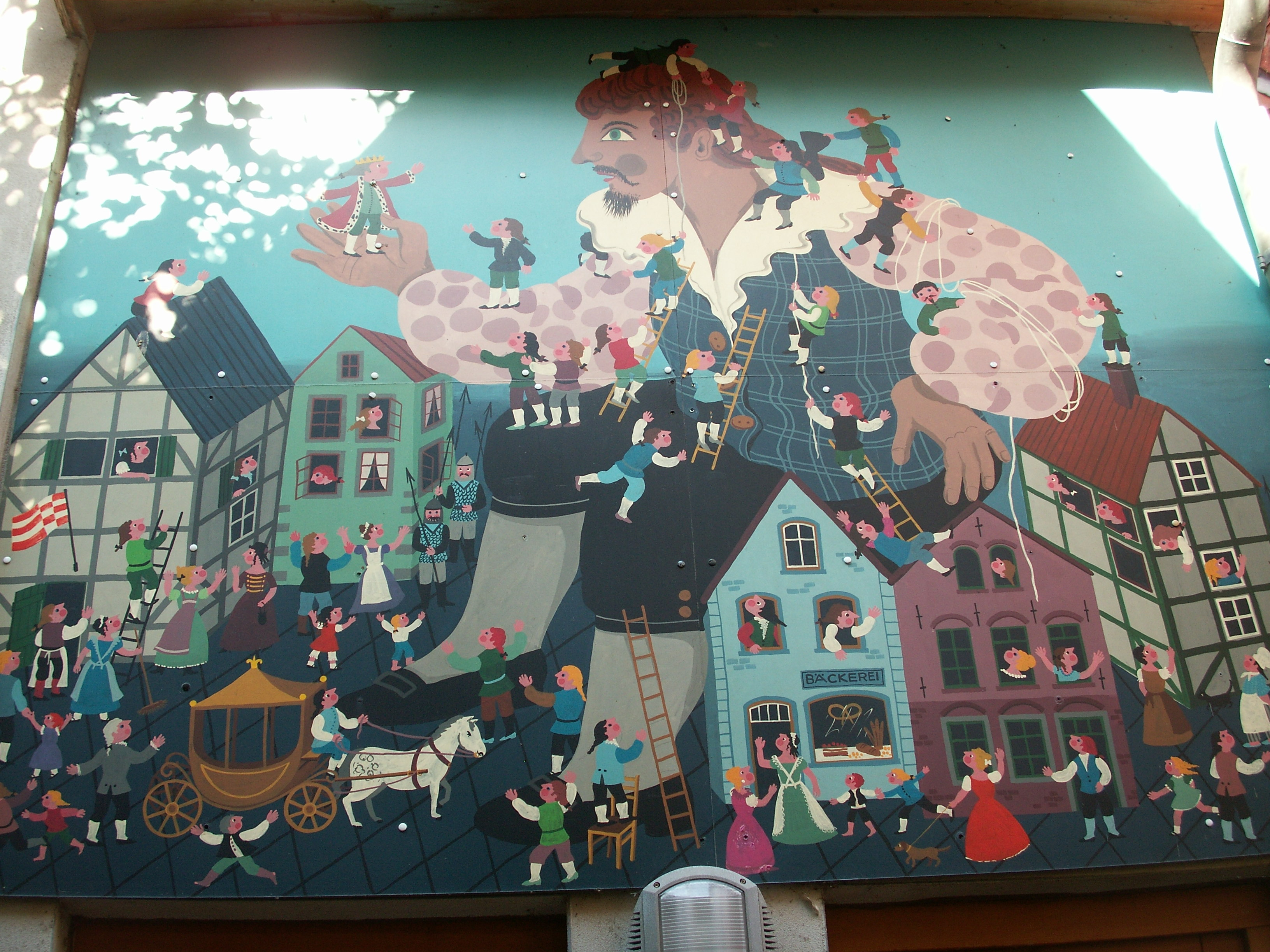
گالیور در سرزمین لی‌لی‌پوت‌ها؛ اثر یک هنرمند ناشناس

در یکی از سفرها، کشتی توفان‌زدهٔ گالیور می‌شکند و امواج او را به ساحل می‌برند. گالیور بی‌هوش می‌شود و وقتی به هوش می‌آید خود را اسیر مردمی کوچک (با متوسط قامتی حدود ۱۵ سانتی‌متر) که ساکن لی‌لی‌پوت هستند، می‌یابد.
او مدتی در سرزمین لی‌لی‌پوت می‌مانَد. لی‌لی‌پوتی‌ها سال‌هاست بر سرِ شکستن تخم‌مرغ از سر یا ته با یکی از کشورهای همسایه اختلاف و جنگ دارند. پادشاه لی‌لی‌پوتی‌ها تصمیم می‌گیرد در جنگی با کمک گالیور مملکت همسایه را شکست بدهد، و چون گالیور مخالفت می‌کند، پادشاه دستور کور کردن او را می‌دهد. گالیور می‌گریزد و خود را به مملکت همسایه می‌رسانَد و با کمک این مردم کشتی‌ای می‌سازد و از راه دریا فرار می‌کند.

### سفر به براب دینگ نَگ

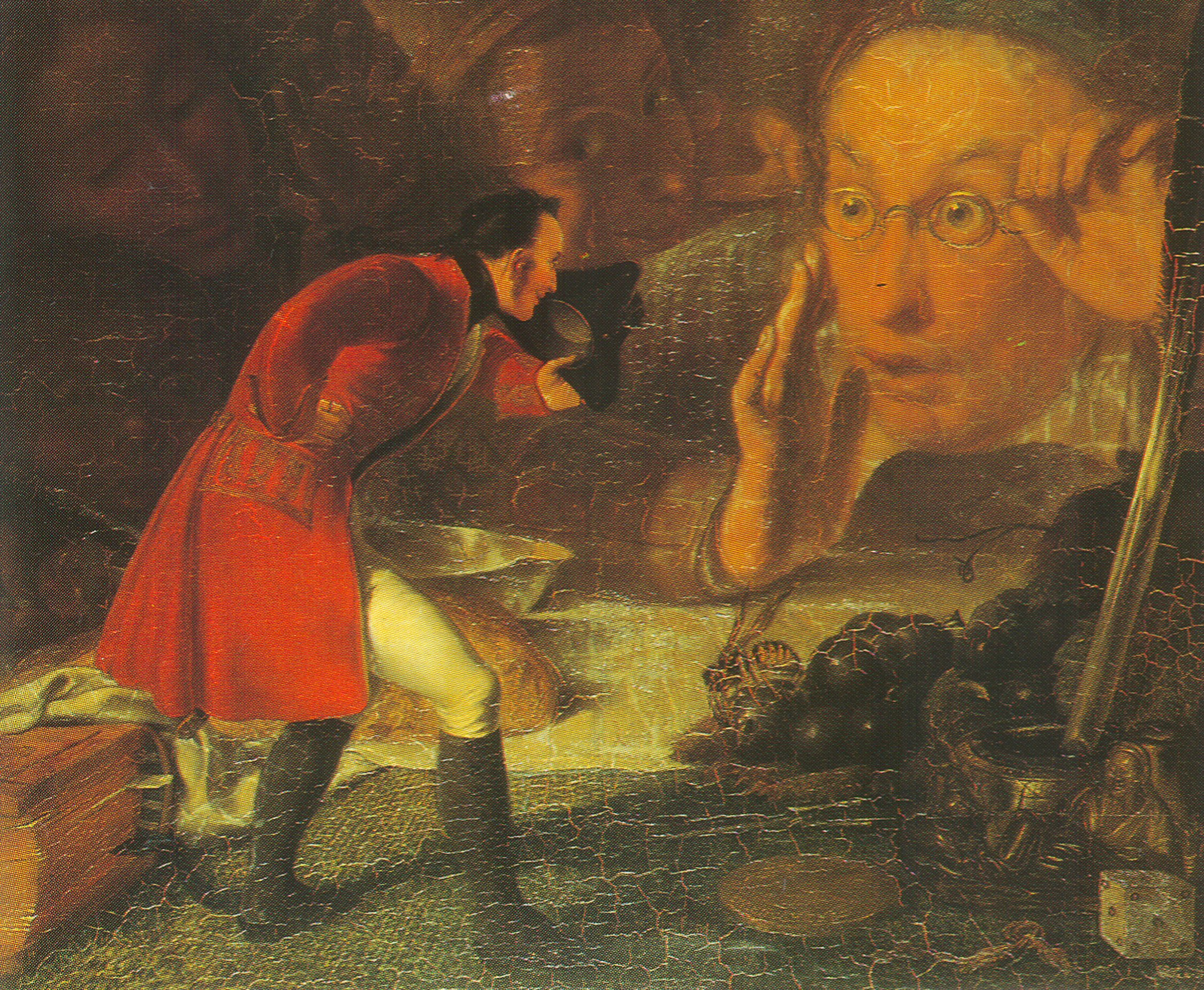
گالیور در سرزمین بِراب دینگ نَگ‌ها، اثر ریچارد رِدگرِیو

سفر بعدی گالیور، او را که بازهم کشتی‌اش شکسته، به سواحل براب دینگ نَگ می‌اندازد. مردمان براب دینگ نَگ غول‌پیکرند و گالیور پس از دست‌به‌دست‌گشتن و به نمایش درآمدن، سر از قصر پادشاه درمی‌آورَد.
پادشاه دستور می‌دهد جعبه‌ای کوچک برای زندگی گالیور بسازند. گالیور به‌همراه پادشاه راهی سفری دریایی می‌شود؛ اما عقابی غول‌پیکر جعبهٔ گالیور را می‌دزدد و آن را به دریا می‌اندازد.

### سفر به لاپوتا

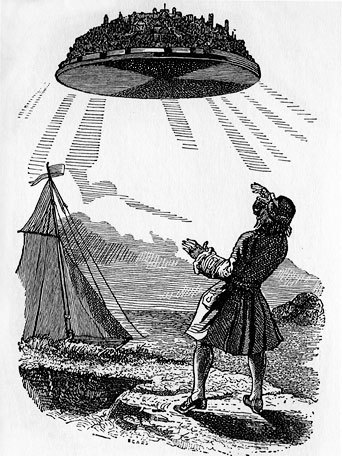
گالیور در سرزمین لاپوتایی‌ها، اثر ژان گراندویل

گالیور دوباره در دریا سرگردان می‌شود، تا این‌که جزیره‌ای را در حال پرواز بر بالای سرش می‌بیند. مردمان جزیرهٔ پرنده، موسوم به لاپوتایی‌ها، گالیور را بالا می‌کشند و نجات می‌دهند.
لاپوتایی‌ها مردمانی علم‌زده هستند که همه چیز را در قالب علم می‌بینند. آن‌ها تمام وقت بر روی موضوعات مضحک و بی‌فایده‌ای همچون تولید نور از خیار، ساخت بالش از سنگ مرمر، و تشخیص مخالفان نظام با آزمایش مدفوع افراد مشکوک، تحقیق می‌کنند.
بااین‌همه، آن‌ها به گالیور امکاناتی برای ادامهٔ سفر می‌دهند. گالیور هم مدت کوتاهی در بال نیب رابی، لوگ ناگ و گلوب دوب دریب به سیاحت می‌پردازد، و با اشباحی سخنگو و مردمانی نامیرا ملاقات می‌کند.

### سفر به هوئی‌هِنِم

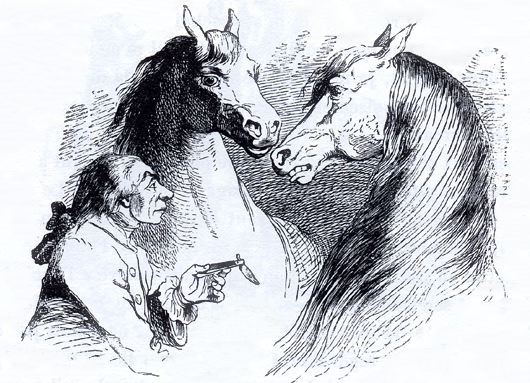
گالیور در سرزمین هوئی‌هِنِم‌ها، اثر ژان گراندویل

سرانجام، گالیور به سرزمین هوئی‌هِنِم‌ها می‌رسد. در این سرزمین، اسب‌هایی باهوش بر انسان‌هایی وحشی حکمرانی می‌کنند. گالیور، به‌عنوان انسانی با درجه‌ای از فهم و هوش، ازنظر اسب‌ها برای حکمرانی‌شان بر انسان‌های وحشی، خطرناک ارزیابی می‌شود؛ بنابراین، او را بیرون می‌رانند.